# Cykelstig
Cykelstig är en enkel, smal väg främst avsedd för cykeltrafik.
Cykelstigar anlades i Sverige främst under perioden 1924–1950, mestadels på kronomark. Stigarna var i allmänhet cirka 1 meter breda och många byggdes med statsbidrag. De trafikerades med cykel eller motorcykel och underlättade för skogsarbetare att komma ut till sina arbetsplatser i skogen. I Norrland byggdes cykelstigarna under denna tid oftast som nödhjälpsarbete och de kallades därför för svältsnören.
Vägverket övervägde i en förstudie 2006 att använda ordet cykelstig som benämning på en enklare typ av cykelvägar som man menar ska göra det möjligt att utöka cykelvägnätet väsentligt. I huvudstudien valde man dock att använda ordet sommarcykelväg.

## Källhänvisningar
1. 1 2  ”Sjögård, G. (2009). Svältsnören. Om den norrländska cykelstigen. ETN: HOJ, (2009:6), 13-25.”. Lunds Universitet. 26 februari 2009. https://lup.lub.lu.se/search/files/4071419/1502233.pdf. Läst 26 februari 2023.
2. ↑  Skogsstyrelsen[död länk]
3. ↑  Vägverket Arkiverad 11 oktober 2006 hämtat från the Wayback Machine.
4. ↑  Vägverket[död länk]